# Eopenthes debilis
Eopenthes debilis är en skalbaggsart som beskrevs av Sharp 1885. Eopenthes debilis ingår i släktet Eopenthes och familjen knäppare. Inga underarter finns listade i Catalogue of Life.